# Jacek Rempała
Jacek Rempała (ur. 16 lutego 1971 w Tarnowie) – polski żużlowiec.

## Życiorys

### Życie prywatne
Brat Grzegorza, Tomasza i Marcina, ojciec Krystiana oraz wujek Dawida – również żużlowców.

### Kariera sportowa
Karierę w sporcie żużlowym rozpoczął w 1988 roku, w Unii Tarnów, z którą związany był do 1997 roku.
Następnie przez dwa lata występował w ekstraligowym Kuntersztyn GKM Grudziądz, a w 2000 roku przeniósł się do Unii Leszno. W roku 2006 bronił barw pierwszoligowego TŻ Sipma Motor Lublin, którego był liderem. W sezonie 2007-2008 reprezentował barwy Unii Tarnów, zaś w sezonie 2009 zawodnik występował w nowo powstałym zespole – KMŻ Lublin. W 2010 natomiast jeździł dla łódzkiego Orła, z którym awansował do I ligi.
Na przełomie lat 80. i 90., był jednym z najlepiej zapowiadających się żużlowców młodego pokolenia. W 1989 roku zdobył Brązowy Kask, a dwa lata później Srebrny Kask. Jako junior zdobywał też medale w Młodzieżowych Drużynowych Mistrzostwach Polski (srebrny w 1990 roku, i złoty w 1991 roku), Młodzieżowych Indywidualnych Mistrzostwach Polski (brąz w 1990 roku) oraz w Młodzieżowych Mistrzostwach Polski Par Klubowych (dwa razy srebrne medale w 1991 roku i 1992 roku).
Jako senior nie odniósł większych sukcesów. Jest szesnastokrotnym uczestnikiem finału Indywidualnych Mistrzostw Polski (w 1995 roku zajął najwyższe w karierze 5. miejsce).
Do największych osiągnięć należą także zwycięstwa w Memoriale Alfreda Smoczyka (w 2002 roku), Memoriale Eugeniusza Nazimka (w 2004 roku) oraz Memoriale Zygmunta Pytki (w 2002 roku).
Dwukrotnie zdobywał drużynowe wicemistrzostwo Polski: z Unią Tarnów (w 1994 roku) oraz Unią Leszno (w 2002 roku). Z Unią Tarnów zajął też drugie (w 1995 roku) i trzecie miejsce (w 1994 roku) w Drużynowym Pucharze Polski.
Jest wielokrotnym reprezentantem Polski w zawodach młodzieżowych i seniorskich.
W 1991 był uczestnikiem finału Indywidualnych Mistrzostw Świata Juniorów, a jako senior dwukrotnie występował w Finale Kontynentalnym Mistrzostw Świata, w 1998 roku zajął XI miejsce, a w 2001 roku był ósmy.
Z początkiem października 2006 roku miał wystąpić w finale Indywidualnych Mistrzostw Europy w Miszkolcu, jednak 9 września 2006 r. uległ groźnemu wypadkowi na angielskim torze w Berwick, i z podejrzeniem uszczerbienia jednego z kręgów kręgosłupa został odwieziony do szpitala.
W grudniu 2006 roku po 9 latach powrócił do macierzystej Unii Tarnów, gdzie przez jeden sezon występował z Tomaszem Gollobem i Rune Holtą w jednej drużynie.
Po śmierci syna Jacek postanowił powrócić do uprawiania żużla w drużynie Unii Tarnów, z którą podpisał kontrakt 13 czerwca 2016 roku.

## Starty w lidze
- Liga polska
  - Unia Tarnów (1988–1997)
  - GKM Grudziądz (1998–1999)
  - Unia Leszno (2000–2005)
  - TŻ Sipma Lublin (2006)
  - Unia Tarnów (2007–2008)
  - KMŻ Lublin (2009)
  - Orzeł Łódź (2010–2011)
  - ROW Rybnik (2012)
  - Unia Tarnów (2013)
  - KSM Krosno (2014)
  - Unia Tarnów (2016)

## Osiągnięcia
| Osiągnięcia: |          |      |     |       |        |
| Sezon        | Miasto   | Msc  | Pkt | Biegi | Klub   |
| 1991         | Coventry | rez. | 2   | (0,2) | Tarnów |

| Osiągnięcia: |             |                |     |             |           |
| Sezon        | Miasto      | Msc            | Pkt | Biegi       | Klub      |
| 1989         | Leszno      | 6              | 10  | (2,2,3,2,1) | Tarnów    |
| 1991         | Toruń       | 6              | 9   | (3,2,1,w,3) | Tarnów    |
| 1992         | Bydgoszcz   | rezerwowy      | 0   | (0)         | Tarnów    |
| 1994         | Wrocław     | 11             | 6   | (1,0,0,3,2) | Tarnów    |
| 1995         | Wrocław     | 5              | 8   | (1,2,1,2,2) | Tarnów    |
| 1996         | Warszawa    | 12             | 5   | (0,1,0,3,1) | Tarnów    |
| 1997         | Częstochowa | rezerwowy      | 8   | (3,1,0,2,2) | Tarnów    |
| 1998         | Bydgoszcz   | 14             | 3   | (0,0,2,1,0) | Grudziądz |
| 1999         | Bydgoszcz   | 14             | 3   | (0,0,1,2,d) | Grudziądz |
| 2000         | Piła        | 11             | 5   | (1,1,1,2)   | Leszno    |
| 2001         | Bydgoszcz   | 10             | 6   | (1,0,1,2,2) | Leszno    |
| 2002         | Toruń       | 15             | 2   | (0,0,1,1)   | Leszno    |
| 2005         | Tarnów      | 14             | 2   | (1,0,1,0,0) | Leszno    |
| 2006         | Tarnów      | 8              | 8   | (1,3,2,2,0) | Lublin    |
| 2007         | Wrocław     | 16             | 0   | (0,d,0,0,-) | Tarnów    |
| 2008         | Leszno      | 18 (rezerwowy) | 0   | (0)         | Tarnów    |

- Indywidualne Mistrzostwa Świata na Żużlu
  - 1993 – Praga – Półfinał Kontynentalny – 16. miejsce – 1 pkt
  - 1994 – Miszkolc – Półfinał Kontynentalny – 11. miejsce – 6 pkt
  - 1998 – Lonigo – Półfinał Kontynentalny – 6. miejsce – 9 pkt
  - Debrecen – Finał Kontynentalny – 11. miejsce – 7 pkt
  - 2001 – Mseno – Półfinał Kontynentalny – 4. miejsce – 9 pkt
  - Gdańsk – Finał Kontynentalny – 8. miejsce – 8 pkt
  - 2003 – Terenzano – Półfinał Światowy – 14. miejsce – 4 pkt
- Młodzieżowe Indywidualne Mistrzostwa Polski
  - 1989 – Zielona Góra – 5. miejsce – 9 pkt (2,1,2,3,1) → wyniki
  - 1990 – Bydgoszcz – 3. miejsce – 12 pkt (3,2,2,3,2) → wyniki
  - 1991 – Toruń – 5. miejsce – 10 pkt (3,3,1,2,1) → wyniki
  - 1992 – Tarnów – 4. miejsce – 11 pkt (3,3,2,3,0) → wyniki
- Mistrzostwa Polski Par Klubowych
  - 1994 – Leszno – 6. miejsce – 8 pkt (3,1,3,1,0) → wyniki
  - 1995 – Częstochowa – 4. miejsce – 6 pkt (3,2,0,1,d,0) → wyniki
  - 1996 – Gniezno – 4. miejsce – 15 pkt (1,3,3,3,3,2) → wyniki
  - 1999 – Leszno – 7. miejsce – 7 pkt (1,2,1,1,-,2) → wyniki
  - 2002 – Wrocław – 4. miejsce – jako rezerwowy – nie startował → wyniki
- Młodzieżowe Mistrzostwa Polski Par Klubowych
  - 1988 – Rzeszów – 9. miejsce – jako rezerwowy – nie startował → wyniki
  - 1989 – Gdańsk – 5. miejsce – 10 pkt (2,3,1,3,1) → wyniki
  - 1991 – Gorzów Wielkopolski – 2. miejsce – 8 pkt + 3 (1,d,2,3,2) → wyniki
  - 1992 – Toruń – 2. miejsce – 10 pkt (3,2,1,2,2,0) → wyniki
- Młodzieżowe Drużynowe Mistrzostwa Polski
  - 1990 – Tarnów – 2. miejsce – 10 pkt (3,1,1,3,2)→ wyniki
  - 1991 – Grudziądz – 1. miejsce – 13 pkt (3,3,2,2,3) → wyniki
- Drużynowe Mistrzostwa Polski
  - 1988 – Unia Tarnów – 8. miejsce – średnia biegowa 0,833
  - 1989 – Unia Tarnów – 8. miejsce – średnia biegowa 1,708
  - 1990 – Unia Tarnów – 1. miejsce (II liga) – średnia biegowa 2,367
  - 1991 – Unia Tarnów – VI miejsce – średnia biegowa 1,514
  - 1992 – Unia Tarnów – VI miejsce – średnia biegowa 1,781
  - 1993 – Unia Tarnów – 8. miejsce – średnia biegowa 2,040
  - 1994 – Unia Tarnów – 2. miejsce – średnia biegowa 1,988
  - 1995 – Unia Tarnów – 5. miejsce – średnia biegowa 2,160
  - 1996 – Unia Tarnów – 10. miejsce – średnia biegowa 1,929
  - 1997 – Unia Tarnów – 3. miejsce (II liga) – średnia biegowa 2,333
  - 1998 – GTŻ Grudziądz – 7. miejsce – średnia biegowa 1,734
  - 1999 – GTŻ Grudziądz – 8. miejsce – średnia biegowa 1,435
  - 2000 – Unia Leszno – 6. miejsce – średnia biegowa 1,338
  - 2001 – Unia Leszno – 7. miejsce – średnia biegowa 1,575
  - 2002 – Unia Leszno – 2. miejsce – średnia biegowa 1,443
  - 2003 – Unia Leszno – 6. miejsce – średnia biegowa 1,443
  - 2004 – Unia Leszno – 5. miejsce – średnia biegowa 1,699
  - 2005 – Unia Leszno – 5. miejsce – średnia biegowa 1,363
  - 2006 – TŻ Sipma Lublin – 5. miejsce (II liga)- średnia biegowa 1,986
  - 2007 – Unia Tarnów – 6. miejsce – średnia biegowa 0,947
- Złoty Kask
  - 1989 – Tarnów, Wrocław – 5. miejsce – 16 pkt [7 – (2,1,1,1,2) + 9 – (1,2,2,2,2)]→ wyniki
  - 1990 – Toruń, Rybnik, Zielona Góra, Leszno, Rzeszów, Wrocław – 7. miejsce – 40 pkt [9 pkt (1,1,2,3,2) + 1 pkt (0,0,1,0,d) + 9 pkt (2,2,0,2,3) + 12+2 pkt (3,3,3,1,2) + 9 pkt (2,3,1,0,3)] → wyniki
  - 1993 – 12. miejsce – 6 pkt (1,0,2,1,2) → wyniki
  - 1994 – Wrocław – 6. miejsce – 8 pkt (3,3,1,0,1) → wyniki
  - 1995 – Wrocław – 10. miejsce – 6 pkt (2,1,2,0,1) → wyniki
  - 1996 – Wrocław – 11. miejsce – 5 pkt (1,0,2,1,1) → wyniki
- Srebrny Kask
  - 1989 – Częstochowa, Rybnik – niesklasyfikowany – 13 pkt [rez. – 10 pkt (2,3,1,3,1) + 13 – 3 pkt (0,0,0,2,1)] → wyniki
  - 1991 – Świętochłowice, Opole – 1. miejsce – 25 pkt [13+3 pkt(3,1,3,3,3) + 12 pkt (3,3,0,3,3)] pkt → wyniki
  - 1992 – Grudziądz – 5. miejsce – 10 pkt (2,3,2,2,1) → wyniki
- Brązowy Kask
  - 1988 – Toruń, Grudziądz – 11. miejsce – 11 [7 pkt (1,0,2,3,1) + 4 pkt (0,0,1,1,2)] → wyniki
  - 1989 – Gniezno, Ostrów Wielkopolski – 1. miejsce – 26+3 [13 pkt(3,2,2,3,3) + 13+3 pkt (3,3,3,2,2)] → wyniki

## Inne ważniejsze osiągnięcia
- Memoriał Alfreda Smoczyka w Lesznie
  - 1992 – 2. miejsce – 13 pkt (3,2,3,3,2) → wyniki
  - 2002 – 1. miejsce – 14 pkt (3,3,3,3,2) → wyniki
- Memoriał Eugeniusza Nazimka w Rzeszowie
  - 1993 – 2. miejsce – 12 pkt (1,3,3,3,2) → wyniki
  - 1995 – 2. miejsce – 12 + 3 pkt (3,3,3,3,0) → wyniki
  - 1998 – 3. miejsce – 11 + 2 pkt (2,2,3,1,3) → wyniki
  - 2001 – 2. miejsce – 13 pkt (3,1,3,3,3) → wyniki
  - 2004 – 1. miejsce – 13 pkt (3,2,3,3,2) → wyniki
- Turniej o Łańcuch Herbowy Ostrowa Wlkp. w Ostrowie Wlkp.
  - 1995 – 3. miejsce – 11 pkt (1,1,3,3,3) → wyniki
- Memoriał Zygmunta Pytki w Tarnowie
  - 2002 – 1. miejsce → wyniki
- Turniej o Puchar Gorących Serc w Częstochowie
  - 2002 – 3. miejsce – 10 pkt (2,0,3,3,2) → wyniki
- Turniej Par o Puchar Prezydenta Miasta Rybnika w Rybniku
  - 2003 – 3. miejsce – 7 pkt (1,3,0,2,0,1) → wyniki
- Turniej o Koronę Bolesława Chrobrego – Pierwszego Króla Polski w Gnieźnie
  - 2008 – 15. miejsce – 3 pkt → wyniki